# Köstendorf
Köstendorf est une commune autrichienne du district de Salzbourg-Umgebung dans l'État de Salzbourg.

## Géographie
Localités de Köstendorf :
- Enharting
- Gramling
- Helming
- Hilgertsheim
- Kleinköstendorf
- Köstendorf
- Spanswag
- Tannham
- Tödtleinsdorf
- Weng